# جالوت (مجموعه تلویزیونی)
جالوت (انگلیسی: Goliath) مجموعه تلویزیونی در سبک درام حقوقی، ساخته شده توسط آمازون استودیوز است. که در ۱۳ اکتبر سال ۲۰۱۶ در ۸ قسمت از طریق سرویس ویدئویی آمازون پخش شد. در ۱۵ اکتبر ۲۰۱۷ آمازون اعلام کرد که فصل دوم این سریال ساخته خواهد شد. فصل دوم هم در ۸ قسمت و در ۱۵ ژوئن ۲۰۱۸ منتشر شد. در ۱۱ دسامبر ۲۰۱۸ اعلام شد که مجموعه برای فصل سه تمدید شده است، که این فصل در تاریخ ۴ اکتبر ۲۰۱۹ به نمایش درآمد.
بیلی باب تورنتون در هفتاد و چهارمین مراسم گلدن گلوب برای بازی در این سریال جایزهٔ بهترین بازیگر مرد در مجموعه تلویزیونی درام را از آنِ خود کرد.